# Coupe de la Martinique de football
La Coupe de la Martinique de football créée en 1953 est le trophée phare du football local martiniquais. Les finales féminine et masculine sont disputées le même jour au Stade Pierre-Aliker en clôture de la saison.
La coupe de France joue aussi le rôle de seconde coupe de la Martinique puisque depuis 1961, l'élite des équipes de la Martinique s'affronte et le vainqueur de cette coupe participe au septième tour de cette compétition (depuis 1994). En 2013, il n'y a plus de finale de Coupe de France en Martinique puisque les deux clubs atteignant la finale se qualifient pour le 7e tour de la Coupe de France.
En 2009 a été créée la coupe de la ligue de Martinique et voit s'opposer le champion de l'année précédente au vainqueur de la coupe de Martinique de la saison précédente. Cette compétition disparaît cependant en 2011.

## Palmarès de la Coupe de la Martinique
- 1953 : Golden Star de Fort-de-France 2-0 Good Luck de Fort-de-France
- 1954 : Club franciscain 3-1 Samaritaine Sainte-Marie
- 1955 : Club Colonial de Fort-de-France 3-2 Intrépide
- 1956 : Good Luck de Fort-de-France 4-0 Club Colonial de Fort-de-France
- 1957 : Golden Star de Fort-de-France 3-0 La Gauloise La Trinité
- 1958 : Golden Star de Fort-de-France 3-1 Union sportive du Robert
- 1959 : Club Colonial de Fort-de-France 5-1 Good Luck de Fort-de-France
- 1960 : Union sportive du Robert 1-0 Good Luck de Fort-de-France
- 1961 : Union sportive du Robert 3-2 L'Essor-Prechotain
- 1962 : Club Colonial de Fort-de-France 1-0 Assaut de Saint-Pierre
- 1963 : Golden Star de Fort-de-France 2-0 RC Lorrain
- 1964 : Assaut de Saint-Pierre 3-2 La Gauloise La Trinité
- 1965 : Assaut de Saint-Pierre 2-0 Club Colonial de Fort-de-France
- 1966 : Assaut de Saint-Pierre 1-0 Excelsior Fort-deFrance
- 1967 : Assaut de Saint-Pierre 1-0 Club Colonial de Fort-de-France
- 1968 : Assaut de Saint-Pierre 2-1 Golden Star de Fort-de-France
- 1969 : Club franciscain 2-1 Olympique Le Marin
- 1970 : Golden Star de Fort-de-France 2-1 Club franciscain
- 1971 : Non disputée
- 1972 : Non disputée
- 1973 : Good Luck de Fort-de-France 3-2 Golden Star de Fort-de-France
- 1974 : Good Luck de Fort-de-France 7-0 Club franciscain
- 1975 : Non disputée
- 1976 : Non disputée
- 1977 : Club sportif Case-Pilote 2-0 Golden Star de Fort-de-France
- 1978 : Racing Club de Rivière-Pilote 3-2 L'Essor-Prechotain
- 1979 : Good Luck de Fort-de-France 3-1 Club Colonial de Fort-de-France
- 1980 : Club Colonial de Fort-de-France 1-0 Good Luck de Fort-de-France
- 1981 : Racing Club de Rivière-Pilote 2-1 Union sportive du Robert
- 1982 : Club Péléen
- 1983 : La Gauloise La Trinité
- 1984 : Union sportive du Robert
- 1985 : Réal Tartane
- 1986 : Club franciscain
- 1987 : Club franciscain
- 1988 : Olympique du Marin
- 1989 : Olympique du Marin
- 1990 : Club franciscain
- 1991 : La Gauloise La Trinité
- 1992 : Union sportive du Robert
- 1993 : RC Saint-Joseph
- 1994 : Union sportive du Robert
- 1995 : Aiglon du Lamentin
- 1996 : Aiglon du Lamentin
- 1997 : Rapid Club du Lorrain 2-0 Union sportive du Robert
- 1998 : Club franciscain 4-3 ap Aiglon du Lamentin
- 1999 : Club franciscain
- 2000 : Assaut de Saint-Pierre 2-2 ap / 4-2 ap Club franciscain
- 2001 : Club franciscain 2-1 Réveil Sportif de Gros-Morne
- 2002 : Club franciscain 1-0 Racing Club de Rivière-Pilote
- 2003 : Club franciscain 1-0 New Club Petit-Bourg
- 2004 : Club franciscain 2-2 (tab 13-12) Union sportive du Robert
- 2005 : Club franciscain 5-1 Club Colonial de Fort-de-France
- 2006 : Club sportif Case-Pilote 1-0 Gri-Gri de Rivière-Pilote
- 2007 : Club franciscain 4-1 Samaritaine de Sainte-Marie
- 2008 : Club franciscain 2-1 Golden Star de Fort-de-France
- 2009 : Aiglon du Lamentin 2-0 Club franciscain
- 2010 : Club sportif Case-Pilote 2-1 RC Lorrain
- 2011 : Racing Club de Rivière-Pilote 2-2 (tab 5-4) Golden Lion de Saint-Joseph
- 2012 : Club franciscain 2-1 L'Essor-Prechotain
- 2013 : Racing Club de Rivière-Pilote 2-1 Club franciscain
- 2014 : Club Colonial de Fort-de-France 1-0 Golden Lion de Saint-Joseph
- 2015 : Club franciscain 2-2 (tab 3-2) Club Colonial de Fort-de-France
- 2016 : Golden Lion de Saint-Joseph 0-0 (tab 4-3) Club franciscain
- 2017 : Samaritaine Sainte-Marie 2-1 Good Luck de Fort-de-France
- 2018 : Club franciscain 2-1 Racing Club de Rivière-Pilote
- 2019 : Golden Lion de Saint-Joseph 4-0 L'Essor-Prechotain
- 2020 : Club franciscain 1-0 Aiglon du Lamentin
- 2021 : C.O Trénelle 5-1 Union sportive du Robert[1]
- 2022 : Club franciscain 2-0 Golden Lion de Saint-Joseph[2]
- 2023 : Golden Lion de Saint-Joseph 2-1 Club Colonial de Fort-de-France[3]
- 2024 : Club franciscain 2-1 Golden Lion de Saint-Joseph[4]
- 2025 : Club franciscain 1-0 Racing-Club de Saint-Joseph[5]

## Palmarès de lacoupe de Franceen Martinique
- 1961 : Club Colonial de Fort-de-France
- 1962 : Stade Spiritain
- 1963 : Club Colonial de Fort-de-France
- 1964 : SC Lamentinois
- 1965 : Aiglon du Lamentin
- 1966 : Assaut de Saint-Pierre
- 1967 : Non disputée
- 1968 : CS Vauclinois
- 1969 : CS Vauclinois
- 1970 : Non disputée
- 1971 : Club Colonial de Fort-de-France
- 1972 : Club franciscain
- 1973 : Olympique Le Marin
- 1974 : Golden Star de Fort-de-France
- 1975 : Golden Star de Fort-de-France
- 1976 : Samaritaine Sainte-Marie
- 1977 : Racing Club de Rivière-Pilote
- 1978 : Good Luck de Fort-de-France
- 1979 : Club Colonial de Fort-de-France
- 1980 : Club Péléen
- 1981 : Racing Club de Rivière-Pilote
- 1982 : Club franciscain
- 1983 : Club Colonial de Fort-de-France
- 1984 : Excelsior de Fort de France
- 1985 : Assaut de Saint-Pierre
- 1986 : JA Trenelle
- 1987 : Réveil Sportif Gros-Morne
- 1988 : JA Trenelle
- 1989 : Réal de Tartane
- 1990 : Excelsior de Fort de France
- 1991 : Aiglon du Lamentin
- 1992 : Club franciscain
- 1993 : La Gauloise La Trinité
- 1994 : Club franciscain
- 1995 : Union sportive du Robert
- 1996 : Club franciscain
- 1997 : Golden Star de Fort-de-France
- 1998 : Eclair de Rivière-Salée
- 1999 : Club franciscain
- 2000 : Club franciscain
- 2001 : Club sportif Case-Pilote
- 2002 : Club franciscain
- 2003 : Club franciscain
- 2004 : Club franciscain
- 2005 : Aiglon du Lamentin
- 2006 : Club franciscain
- 2007 : Aiglon du Lamentin
- 2008 : Samaritaine de Sainte-Marie 4-1 New Club Petit-Bourg
- 2009 : Racing Club de Rivière-Pilote 5-0 Réveil Sportif Gros-Morne
- 2009-2010 : Club franciscain 2-1 Racing Club de Rivière-Pilote
- 2010-2011 : Club sportif Case-Pilote 1-0 Racing Club de Rivière-Pilote
- 2011-2012 : CS Bélimois 2-1 Club Colonial de Fort-de-France
- 2012-2013 : Club franciscain 2-0 Racing Club de Rivière-Pilote
- 2013-2014 : Club franciscain et Golden Star de Fort-de-France
- 2014-2015 : Golden Lion de Saint-Joseph et Aiglon du Lamentin
- 2015-2016 : Golden Lion de Saint-Joseph et Club franciscain
- 2016-2017 : Golden Lion de Saint-Joseph et Club Colonial de Fort-de-France
- 2017-2018 : Club Colonial de Fort-de-France
- 2018-2019 : Aiglon du Lamentin
- 2019-2020 : Club franciscain
- 2021-2022 : Club franciscain gagne en finale le Club Colonial de Fort-de-France 1 but à 0
- 2022-2023 : Aiglon du Lamentin 2 - 1 Golden Lion de Saint-Joseph[6]
- 2023-2024 : Golden Lion de Saint-Joseph 1 - 0 Samaritaine de Sainte-Marie[7]
- 2024-2025 : Racing-Club de Saint-Joseph 2 - 1 Samaritaine de Sainte-Marie[8],[9]

## Palmarès de la Coupe de la Ligue de la Martinique
La Coupe de la ligue de Martinique est baptisé trophée Henri-Jumontier. Elle n'est disputée que de 2009 à 2011.
- 2009 (saison 2008-2009) : Samaritaine de Sainte-Marie (victoire 2-1 face au CS Case-Pilote)
- 2010 (saison 2009-2010) : RC Rivière-Pilote (victoire 3-0 face au CS Case-Pilote)
- 2011 (saison 2010-2011) : RC Rivière-Pilote (victoire 1-0 face au Club Colonial)